# Mike Lally
Mike Lally Sr. (* 1. Juni 1900 in Manhattan, New York City, New York; † 15. Februar 1985 in Woodland Hills, Los Angeles, Kalifornien) war ein US-amerikanischer Schauspieler.

## Leben
Mike Larry war der Sohn von Mike Edward Lally. Er hatte vier jüngere Brüder. Mit 27 Filmen spielte er nach Peter Falk in den meisten Columbo-Folgen, wobei er aber fast immer nur kleine Rollen spielte. Insgesamt spielte er in mehr als 490 Produktionen mit. Neben Douglas Fairbanks junior und Ronald Reagan war er einer der Organisatoren der Actors’ Guild in Hollywood.
Er war mit der Schauspielerin Pauline Wagner verheiratet. Gemeinsam hatten sie einen Sohn, der in Columbo: Schwanengesang einen Schauspielauftritt als Kameramann hatte.

## Filmographie (Auswahl)
- 1930: The Truth About Youth
- 1931: Arrowsmith
- 1931: Cracked Nuts
- 1931: Peach-O-Reno
- 1932: Ladies of the Jury
- 1932: Me and My Gal
- 1932: Skyscraper Souls
- 1932: The Phantom of Crestwood
- 1932: The Roadhouse Murder
- 1933: Elmer, the Great
- 1933: Professional Sweetheart
- 1933: The Life of Jimmy Dolan
- 1933: The Mad Game
- 1934: Born to Be Bad
- 1934: Der Weg in Verderben
- 1934: Friends of Mr. Sweeney
- 1934: I’ve Got Your Number
- 1934: Marie Galante
- 1934: Schiffbruch unter Palmen
- 1934: Sing and Like It
- 1934: The Personality Kid
- 1934: The Richest Girl in the World
- 1935: Bad Boy
- 1935: Der FBI-Agent
- 1935: Escape from Devil’s Island
- 1935: Riffraff
- 1935: Roberta
- 1935: She Couldn’t Take It
- 1935: Special Agent
- 1935: Strangers All
- 1935: Sunset Range
- 1935: The Winning Ticket
- 1935: To Beat the Band
- 1935: Unknown Woman
- 1935: Wenn sie nur kochen könnte
- 1936: Adventure in Manhattan
- 1936: Hell-Ship Morgan
- 1936: Höhe Null
- 1936: Mr. Deeds geht in die Stadt
- 1936: Murder on a Bridle Path
- 1936: Spiel mit dem Feuer
- 1936: The Crime of Dr. Forbes
- 1936: The Final Hour
- 1936: The Singing Kid
- 1936: The Witness Chair
- 1936: Two-Fisted Gentleman
- 1936: Wanted! Jane Turner
- 1937: Give Till It Hurts
- 1937: Mit harten Fäusten
- 1937: Mord im Nachtclub
- 1937: Sternschnuppen (Pick a Star)
- 1937: Submarine D-1
- 1937: Super-Sleuth
- 1937: That Certain Woman
- 1938: Cowboy from Brooklyn
- 1938: Das Doppelleben des Dr. Clitterhouse
- 1938: Im Tal der Giganten
- 1938: Joy of Living
- 1938: Mein Mann, der Cowboy
- 1938: Over the Wall
- 1938: Radio City Revels
- 1938: Smashing the Rackets
- 1938: The Devil’s Party
- 1938: The Mad Miss Manton
- 1938: Torchy Blane in Panama
- 1938: When G-Men Step In
- 1938: Überfall auf die Arctic Queen
- 1939: 6,000 Enemies
- 1939: Das zweite Leben des Doktor X
- 1939: Der Glöckner von Notre Dame
- 1939: Die wilden Zwanziger
- 1939: Drunter und drüber
- 1939: Full Confession
- 1939: I Stole a Million
- 1939: Reno
- 1939: Second Fiddle
- 1939: Slightly Honorable
- 1939: The Day the Bookies Wept
- 1939: They Made Her a Spy
- 1939: Those High Grey Walls
- 1939: Todesangst bei jeder Dämmerung
- 1939: Torchy Blane.. Playing with Dynamite
- 1939: Twelve Crowded Hours
- 1939: Zwölf Monate Bewährungsfrist
- 1940: ’Til We Meet Again
- 1940: A Fugitive from Justice
- 1940: Cafe Hostess
- 1940: Castle on the Hudson
- 1940: City of Chance
- 1940: Cross-Country Romance
- 1940: Dance, Girl, Dance
- 1940: Das Haus der sieben Sünden
- 1940: Fräulein Kitty
- 1940: Glückspilze
- 1940: Im Taumel der Weltstadt
- 1940: Irene
- 1940: Jack Pot
- 1940: Keine Zeit für Komödie
- 1940: Married and in Love
- 1940: Murder in the Air
- 1940: Nachts unterwegs
- 1940: Schwarzes Kommando
- 1940: Tear Gas Squad
- 1940: Wildcat Bus
- 1941: A Girl, a Guy, and a Gob
- 1941: Zwei erfolgreiche Verführer (Bedtime Story)
- 1941: Citizen Kane
- 1941: Mary und der Millionär
- 1941: Navy Blues
- 1941: Ringside Maisie
- 1941: Road Show
- 1941: Sucker List
- 1942: Atemlos nach Florida
- 1942: Call Out the Marines
- 1942: Das große Spiel
- 1942: Die ganze Nacht hindurch
- 1942: Footlight Serenade
- 1942: Sechs Schicksale
- 1942: Sieben junge Herzen
- 1942: The Falcon Takes Over
- 1942: The Magnificent Dope
- 1942: The Mayor of 44th Street
- 1942: Die Flotte bricht durch (The Navy Comes Through)
- 1942: Wake Island
- 1942: Yankee Doodle Dandy
- 1943: Always a Bridesmaid
- 1943: Chatterbox
- 1943: Dick und Doof – Die Wunderpille
- 1943: Die Hölle von Oklahoma
- 1943: Double Up
- 1943: Harte Burschen – Steile Zähne
- 1943: Hers to Hold
- 1943: Hi Diddle Diddle
- 1943: In Freundschaft verbunden
- 1943: Jeder hilft sich wie er kann
- 1943: Ohne Rücksicht auf Verluste
- 1943: The Falcon and the Co-eds
- 1943: The Fallen Sparrow
- 1943: The Ghost Ship
- 1943: The Iron Major
- 1943: The Mad Ghoul
- 1944: A Night of Adventure
- 1944: Der Ring der Verschworenen
- 1944: Dr. Wassells Flucht aus Java
- 1944: Experiment in Terror
- 1944: Main Street Today
- 1944: Mein Schatz ist ein Matrose
- 1944: Modell wider Willen
- 1944: Practically Yours
- 1944: So ein Papa
- 1944: The Falcon Out West
- 1944: The Hairy Ape
- 1944: The Hitler Gang
- 1944: The Yellow Rose of Texas
- 1945: Crime, Inc.
- 1945: Dick Tracy
- 1945: Die Dame im Zug
- 1945: George White’s Scandals
- 1945: Her Highness and the Bellboy
- 1945: Hitchhike to Happiness
- 1945: I Love a Bandleader
- 1945: It’s in the Bag!
- 1945: Sunset in El Dorado
- 1945: The Great John L.
- 1945: The Strange Mr. Gregory
- 1946: Angel on My Shoulder
- 1946: Below the Deadline
- 1946: Criminal Court
- 1946: Der Jazzsänger
- 1946: Don’t Gamble with Strangers
- 1946: Eine Nacht in Casablanca
- 1946: Gallant Journey
- 1946: Her Kind of Man
- 1946: In Ketten um Kap Horn
- 1946: Ist das Leben nicht schön?
- 1946: Morgen und alle Tage
- 1946: Rainbow Over Texas
- 1946: Rächer der Unterwelt
- 1946: Tag und Nacht denk’ ich an dich
- 1946: The Falcon’s Alibi
- 1946: The Searching Wind
- 1946: Trügerische Leidenschaft
- 1946: Vergessene Stunde
- 1947: 14 Jahre Sing-Sing
- 1947: A Likely Story
- 1947: Angelockt
- 1947: Der Scharlatan
- 1947: Desert Fury – Liebe gewinnt
- 1947: Die Farmerstochter
- 1947: Die Unbesiegten
- 1947: Fun on a Weekend
- 1947: Goldenes Gift
- 1947: Jagd nach Millionen
- 1947: Joe Palooka in the Knockout
- 1947: Rauhe Ernte
- 1947: Repeat Performance
- 1947: Tabu der Gerechten
- 1947: The Gangster
- 1947: Unser Leben mit Vater
- 1948: Are You with It?
- 1948: Auf einer Insel mit Dir
- 1948: Bodyguard
- 1948: Der Herr der Silberminen
- 1948: Der Pantoffelheld
- 1948: Devil’s Cargo
- 1948: Die bronzene Göttin
- 1948: Flucht ohne Ausweg
- 1948: Lulu Belle
- 1948: Nur meiner Frau zuliebe
- 1948: Race Street
- 1948: Smart Girls Don’t Talk
- 1948: So You Want an Apartment
- 1948: So You Want to Build a House
- 1948: The Babe Ruth Story
- 1948: Whiplash
- 1948: Winter Meeting
- 1949: A Dangerous Profession
- 1949: Adventure in Baltimore
- 1949: Dancing in the Dark
- 1949: Der Herr der Unterwelt
- 1949: Der Mann, der herrschen wollte
- 1949: Der Mann, der zu Weihnachten kam
- 1949: Die Straße der Erfolgreichen
- 1949: Die Todesreiter von Laredo
- 1949: Duke of Chicago
- 1949: Ein tolles Gefühl
- 1949: Eines Morgens in der Hopkins-Street
- 1949: Wenn meine Frau das wüßte (Everybody Does It)
- 1949: Fighting Fools
- 1949: Gefangen
- 1949: Holiday Affair
- 1949: Maschinenpistolen
- 1949: Mein Traum bist Du
- 1949: Panik um King Kong
- 1949: Red, Hot and Blue!
- 1949: Ring frei für Stoker Thompson
- 1949: So You Want to Get Rich Quick
- 1949: Spielfieber
- 1949: Kuß um Mitternacht (That Midnight Kiss)
- 1949: The Lucky Stiff
- 1949: The Story of Seabiscuit
- 1949: Tritt ab, wenn sie lachen
- 1949: Zwischen Frauen und Seilen
- 1950: Auf des Schicksals Schneide
- 1950: Dein Leben in meiner Hand
- 1950: Der Gefangene des Ku-Klux-Klan
- 1950: Des Teufels Pilot
- 1950: Die Männer
- 1950: Die schwarze Lawine
- 1950: Drei Männer für Alison
- 1950: Ein einsamer Ort
- 1950: Emergency Wedding
- 1950: Endstation Mord
- 1950: Gesetzlos
- 1950: Juwelenraub um Mitternacht
- 1950: Kill the Umpire
- 1950: Lucky Losers
- 1950: Ma and Pa Kettle Go to Town
- 1950: Mister 880
- 1950: Montana
- 1950: Mordsache – Liebe
- 1950: Revolverlady
- 1950: The Daughter of Rosie O’Grady
- 1950: Unser Admiral ist eine Lady
- 1950: Where Danger Lives
- 1950: Zwischen Mitternacht und Morgen
- 1951: Ausgezählt
- 1951: Belle Le Grand
- 1951: Das Wiegenlied vom Broadway
- 1951: Der Fremde im Zug
- 1951: Der Tiger
- 1951: Doppeltes Dynamit
- 1951: Drei Frauen erobern New York
- 1951: Ein Satansweib
- 1951: Gangster
- 1951: Ich war FBI Mann M.C.
- 1951: In Old Amarillo
- 1951: Let’s Go Navy!
- 1951: Meuterei im Morgengrauen
- 1951: Mord in Hollywood
- 1951: On Dangerous Ground
- 1951: So You Want to Buy a Used Car
- 1951: Spielschulden
- 1951: Der Mordprozeß O’Hara (The People Against O’Hara)
- 1951: Two Dollar Bettor
- 1951: Unsichtbare Gegner
- 1951: Unternehmen Seeadler
- 1952: Blaue Jungs – blonde Mädchen (A Girl in Every Port)
- 1952: Achtung ... Blondinen-Gangster
- 1952: April in Paris
- 1952: Arena der Cowboys
- 1952: Aus Liebe zu Dir
- 1952: Breakdown
- 1952: Der Tag der Vergeltung
- 1952: Der vierte Mann
- 1952: Die Heilige von Fatima
- 1952: Die Spielhölle von Las Vegas
- 1952: Die goldene Nixe
- 1952: Die schwarzen Reiter von Dakota
- 1952: Down Among the Sheltering Palms
- 1952: Du sollst mein Glücksstern sein
- 1952: Engelsgesicht
- 1952: Gauner mit weißer Weste
- 1952: Gegen alle Flaggen
- 1952: Ich bin der Größte
- 1952: Jazz Singer
- 1952: Lost in Alaska
- 1952: Mörder Syndikat San Francisco
- 1952: Pat und Mike
- 1952: Sabotage
- 1952: Seemann, paß auf!
- 1952: Sein großer Kampf
- 1952: Somebody Loves Me
- 1952: Stadt der Illusionen
- 1952: Sturmfahrt nach Alaska
- 1952: Der Stolz von St. Louis (The Pride of St. Louis)
- 1952: Der unsichtbare Schütze (The Sniper)
- 1952: Tommy macht das Rennen
- 1952: Um Haaresbreite
- 1952: Wir sind gar nicht verheiratet
- 1952: Wofür das Leben sich lohnt
- 1952: Zu allem entschlossen
- 1953: All American
- 1953: Das Kabinett des Professor Bondi
- 1953: Der Mann mit zwei Frauen
- 1953: Der Rebell von Kalifornien
- 1953: Der schweigsame Fremde
- 1953: Die pikanten Jahre einer Frau
- 1953: Du und keine andere
- 1953: Ein Herz aus Gold
- 1953: Gefährliche Überfahrt
- 1953: Houdini, der König des Variete
- 1953: Madame macht Geschichte(n)
- 1953: Main Street to Broadway
- 1953: Schwere Colts in zarter Hand
- 1953: She Couldn’t Say No
- 1953: Sittenpolizei
- 1953: Superman – Retter in der Not
- 1953: The Kid from Left Field
- 1953: The System
- 1953: Zurück am Broadway
- 1953: Ärger auf der ganzen Linie
- 1954: Adventures of the Falcon
- 1954: Alt Heidelberg
- 1954: Blut im Schnee
- 1954: Die Intriganten
- 1954: Die unglaubliche Geschichte der Gladys Glover
- 1954: Dieser Mann weiß zuviel
- 1954: Drei Stunden Zeit
- 1954: Playgirl
- 1954: Villa mit 100 PS
- 1954: Über den Todespaß
- 1955: Ain’t Misbehavin’
- 1955: Das Komplott
- 1955: Das Mädchen auf der Samtschaukel
- 1955: Der Einzelgänger
- 1955: Der Mann mit dem goldenen Arm
- 1955: Ein Mann wie der Teufel
- 1955: Four Star Playhouse
- 1955: How to Be Very, Very Popular
- 1955: Ihr sehr ergebener...
- 1955: In all diesen Nächten
- 1955: Komödiantenkinder
- 1955: Meine Schwester Ellen
- 1955: Mit roher Gewalt
- 1955: Nachtclub-Affären
- 1955: Screen Directors Playhouse
- 1955: Todeszelle 2455
- 1955: Treffpunkt Hongkong
- 1955: Und wäre die Liebe nicht...
- 1955: Verdammt zum Schweigen
- 1956: Alles um Anita
- 1956: Anders als die anderen
- 1956: Das schwache Geschlecht
- 1956: Die Bestie
- 1956: Fanfaren der Freude
- 1956: Jenseits allen Zweifels
- 1956: Miracle in the Rain
- 1956: Na, na, Fräulein Mutti!
- 1956: Präriebanditen
- 1956: Tag der Entscheidung
- 1956: The First Traveling Saleslady
- 1956: Verdammte hinter Gittern
- 1956: Viva Las Vegas
- 1956: Zurück aus der Ewigkeit
- 1957: Climax!
- 1957: Dein Schicksal in meiner Hand
- 1957: Der Mann mit den 1000 Gesichtern
- 1957: Die große Liebe meines Lebens
- 1957: Düsenjäger
- 1957: Ein Leben im Rausch
- 1957: Fahrkarte ins Jenseits
- 1957: Glut unter der Asche
- 1957: Herrscher über weites Land
- 1957: I Love Lucy
- 1957: Mein Mann Gottfried
- 1957: Mister Cory
- 1957: Tammy
- 1957: The Unholy Wife
- 1957: Wells Fargo
- 1957: Wie angelt man sich einen Millionär?
- 1958: 77-Sunset-Strip
- 1958: Bevor die Nacht anbricht
- 1958: Bis zur letzten Patrone
- 1958: Blaue Nächte
- 1958: Born Reckless
- 1958: Der Henker ist unterwegs
- 1958: Der Zwiebelkopf
- 1958: Die Liebe der Marjorie Morningstar
- 1958: Die tolle Tante
- 1958: Ihr Leben war ein Skandal
- 1958: Im Wilden Westen
- 1958: Laßt mich leben
- 1958: Once Upon a Horse...
- 1958: Playhouse 90
- 1958: Sing Boy Sing
- 1958: The World Was His Jury
- 1958–1961: Sugarfoot
- 1958–1962: Maverick
- 1959: Der Mann aus Philadelphia
- 1959: Der Zwang zum Bösen
- 1959: Der große Schwindler
- 1959: Die Welt der Sensationen
- 1959: Disney-Land
- 1959: Engel auf heißem Pflaster
- 1959: Mr. Lucky
- 1959: Sensation auf Seite 1
- 1959: Ungebändigt
- 1959–1960: Bat Masterson
- 1959–1961: The Lawless Years
- 1959–1962: Twilight Zone (Unwahrscheinliche Geschichten)
- 1959–1970: Bonanza
- 1960: Bachelor Father
- 1960: Colt .45
- 1960: Der schwarze Sergeant
- 1960: Elmer Gantry – Gott ist im Geschäft
- 1960: Er kam, sah und siegte
- 1960: Frankie und seine Spießgesellen
- 1960: Gold in Alaska
- 1960: Land der 1000 Abenteuer
- 1960–1962: Lawman
- 1960–1962: Surfside 6
- 1961: Ada Dallas (Ada)
- 1961: Das Lied des Rebellen
- 1961: Rivalen um die Macht
- 1961: Sein Name war Parrish
- 1961–1962: Cain’s Hundred
- 1961–1962: Cheyenne
- 1961–1962: Outlaws
- 1962: Bronco
- 1962: Die vier apokalyptischen Reiter
- 1962: Harte Fäuste, heiße Liebe
- 1962: Have Gun – Will Travel
- 1962: Mein Bruder, ein Lump
- 1962: Stoney Burke
- 1962: Texas-Show
- 1962: Zärtlich ist die Nacht
- 1962–1963: Chicago 1930
- 1963: FBI Code 98
- 1963: Rauchende Colts
- 1963: St. Dominic und seine Schäfchen
- 1963: The Dakotas
- 1963: Tu das nicht, Angelika
- 1963: Vier für Texas
- 1963: Zwei Frauen um Joe
- 1964: Der erstaunliche Mr. Limpet
- 1964: Ein Mann kam nach New York
- 1964: Gauner gegen Gauner
- 1964: Sieben gegen Chicago
- 1965: Das große Rennen rund um die Welt
- 1965: Die Leute von der Shiloh Ranch
- 1965: Hoppla Lucy!
- 1965: Laredo
- 1966: Die Schreckenskammer
- 1966: Simson ist nicht zu schlagen
- 1966–1973: FBI
- 1967: Countdown – Start zum Mond
- 1967: Das Teufelsweib von Texas
- 1967: Der Marshall von Cimarron
- 1967: Mit dem Tod im Bunde
- 1968: Adieu, geliebter November
- 1968: Der Frauenmörder von Boston
- 1969: Frank Patch – Deine Stunden sind gezählt
- 1969: Nacht ohne Zeugen
- 1969: Wenn dich der Mörder küßt
- 1970: Die jungen Anwälte
- 1971: Alle meine Lieben
- 1972–1978: Columbo:
  - 1972: Zigarren für den Chef
  - 1972: Ein Denkmal für die Ewigkeit
  - 1972: Etüde in Schwarz
  - 1973: Klatsch kann tödlich sein
  - 1973: Zwei Leben an einem Faden
  - 1973: Doppelter Schlag
  - 1973: Wein ist dicker als Blut
  - 1973: Stirb für mich
  - 1974: Schreib oder stirb
  - 1974: Teuflische Intelligenz
  - 1974: Schwanengesang
  - 1974: Meine Tote – Deine Tote
  - 1974: Geld, Macht und Muskeln
  - 1974: Momentaufnahme für die Ewigkeit
  - 1974: Des Teufels Corporal
  - 1975: Traumschiff des Todes
  - 1975: Playback
  - 1975: Tödliches Comeback
  - 1975: Mord in der Botschaft
  - 1975: Tod am Strand
  - 1976: Wenn der Schein trügt
  - 1976: Ein gründlich motivierter Tod
  - 1976: Der alte Mann und der Tod
  - 1976: Bei Einbruch Mord
  - 1977: Todessymphonie
  - 1978: Mord à la Carte
  - 1978: Mord in eigener Regie
- 1973: Der Clou
- 1973: Die Waltons
- 1973: Kung Fu
- 1973: Search
- 1974: Mame
- 1974: McMillan & Wife
- 1976: Twin Detectives
- 1977: Mein Freund, der Roboter
- 1978: Coma